# Erik Rubín
Erik Rubín Milanszenko (Puebla de Zaragoza, 30 de enero de 1971) es un actor y cantante mexicano de ascendencia ucraniana. Se le conoce principalmente como integrante de la banda de pop mexicana Timbiriche. 
Es tataranieto de Felix Mendelssohn, compositor de la Marcha Nupcial.

## Inicios
En 1983 se integró al grupo Timbiriche como el séptimo miembro donde compartió créditos con Benny Ibarra, Sasha Sokol, Mariana Garza, Alix Bauer, Paulina Rubio, Diego Schoening, Eduardo Capetillo, Thalía, Edith Márquez, Bibi Gaytán, Claudio Bermúdez y Patty Tanúz y poco tiempo con Silvia Campos, abandona el grupo en 1991 y su lugar es ocupado por Daniel Gaytán, hermano de Bibi Gaytán. 
Rubín comenzó su carrera como solista en 1993 con el álbum de La casa del amor, del cual se desprendió el exitoso sencillo "Cuando mueres por alguien". Con este álbum obtuvo disco de oro por haber vendido aproximadamente más de 150.000 copias.
Posteriormente, en el año de 1995, grabó el álbum de Sueño de fantasía, y dos años después lanzó Frecuencia continental.
Además de la música, también estuvo en el campo de la actuación con su participación en algunas telenovelas. Entre estas se incluyen Morir para vivir, donde actuó al lado de Eduardo Capetillo, Alcanzar una estrella II a lado de Sasha Sokol, y actuó con Lucero en Lazos de amor.
En 1998, Rubín fue parte del reencuentro de Timbiriche, realizando una gira de conciertos por toda la República Mexicana, además de escribir dos nuevas canciones para la banda y participar en los arreglos musicales. En esta etapa, Rubín junto a la banda rompieron récords de presentaciones en el Auditorio Nacional de la Ciudad de México al haber presentado 22 conciertos seguidos. También llevaron a cabo dos presentaciones en el Foro Sol. El grupo se hizo acreedor de disco de platino por las ventas de la producción El concierto, donde Rubín participó como coproductor y compositor.
En el año 2000 contrajo matrimonio en Acapulco con Andrea Legarreta. Tiempo después tendrían dos hijas llamadas Mia y Nina respectivamente, además de lanzar el disco "Quadrasónico".
Después incursionó en la obra musical Jesucristo Superstar, donde interpretó a Judas. Dicha actuación lo llevó a ganar el premio Heraldo de México, aunque esta vez en la categoría de «mejor actor».
En 2002 grabó la banda sonora de la película de animación Spirit: el corcel indomable, una producción de Dreamworks Animation la versión en español para Hispanoamérica.
En el año 2004 lanzó un álbum titulado Erik, en donde nuevamente incursiona en la producción y en la autoría de algunos temas junto con Jay De La Cueva, grabado por Hans Mues. De este álbum se desprende el primer sencillo "Ya nada es igual".
En 2007 participó en otro reencuentro con la banda Timbiriche, que además de marcar el aniversario número 25 de la formación de la banda.
Para 2009 lanza su nuevo álbum titulado "Aquí y ahora", coproducido con Ettore Grenci, grabado por Ivan Leyva y Leon Granados, y mezclado por Fabrizio Simoncioni del cual se desprende el primer sencillo "No Para De Llover", el cual llegó a los primeros lugares de la radio, así como al #3 del México Top 100, mientras que el segundo sencillo "Vuela Conmigo", llegó al #10 y el tercer sencillo, "Tu Voz" escaló las listas hasta el #1.
Su gira de conciertos "Aquí y Ahora" entre 2009 y 2012 fue producida por el reconocido productor de espectáculos Alfonso Romero en donde se hacía acompañar con grandes músicos de la talla de Freddy Cañedo en el bajo, Ernesto Martínez batería Gige Vidal teclados y Miguel Pasos guitarra.
En junio de 2012 se anuncia que Erik Rubín, junto con sus excompañeros de Timbiriche, Benny Ibarra y Sasha Sokol, son invitados por Sony Music Group, para producir un disco bajo el formato Primera Fila. El cual ha alcanzado Triple platino más Oro llegando a ser el disco más vendido en la historia de Sony Music México, de este disco se desprende el tema "Cada Beso" del que es coautor con Dany Thomas y por el cual recibe el premio Éxito SACM 2013.
En 2014 aparece el segundo disco de SBE Vuelta al Sol, en el cual además de ser coproductor con Benny Ibarra, también es coautor de varios temas.
Su sencillo "Todo tiene su Lugar", se colocó en las listas de popularidad como Top Latin Songs - Pop México de Monitor Latino en las primeras posiciones. En el 2017 participa en 90's Pop Tour junto con OV7 JNS Litzy The Sacados Alex Syntek Fey Irán Castillo Pablo Ruiz y Caló.
El 30 de agosto sería el último concierto en contar con la participación de Erik Rubín, quien dejó el 90's Pop Tour para formar parte de la gira Tour Juntos de Timbiriche, del cual formara parte en los inicios de su carrera. El 20 de junio de 2020 participa en el concierto virtual 90's Pop Tour Party, y el 3 de octubre de ese mismo año participa en el AT&T Re-conecta. 
En el 2021 participa en la tercera temporada del programa de televisión ¿Quién es la máscara? como "Perezoso", obteniendo el cuarto lugar en la competencia. Ese mismo año se une a la cuarta etapa del 90's Pop Tour junto a Benny Ibarra, Ana Torroja, Lynda, Sentidos Opuestos, Magneto y Kabah. También se une al Cumbia Machine Tour junto a la Sonora Santanera, Sonora Dinamita, Lupillo Rivera, Kalimba, Ely Guerra, Mía Rubín, Rubén Albarrán, Víctor García y Venus. 
En el 2023, mediante un comunicado en redes sociales, anunció su separación de Andrea Legarreta.

## Discografía
| Año  | Trabajo            | Título                                | Ventas  | Certificación |
| ---- | ------------------ | ------------------------------------- | ------- | ------------- |
| 1993 | Solitario          | La casa del amor                      | 150 000 |               |
| 1995 | Solitario          | Sueño de fantasía                     | N/A     |               |
| 1997 | Solitario          | Frecuencia continental                | N/A     |               |
| 1999 | con Timbiriche     | Timbiriche, El Concierto              | 225 000 |               |
| 2001 | Solitario          | Quadrasónico                          | N/A     |               |
| 2004 | Solitario          | Erik                                  | N/A     |               |
| 2007 | con Timbiriche     | T25                                   | 50 000  |               |
| 2008 | con Timbiriche     | Somos... Timbiriche 25                | 50 000  |               |
| 2009 | Solista            | Aquí y Ahora                          | 30 000  |               |
| 2012 | con Sasha y Benny  | Sasha, Benny y Erik: 1F Primera Fila  | 240 000 |               |
| 2013 | con Sasha y Benny  | En vivo desde el Auditorio Nacional   | 60 000  |               |
| 2014 | con Sasha y Benny  | Vuelta al Sol - [Sasha, Benny y Erik] | 60 000  |               |
| 2016 | con Sasha y Benny  | Entre Amigos [Sasha, Benny y Erik]    | 60 000  |               |
| 2017 | con otros artistas | 90's Pop Tour (álbum)                 | 30 000  |               |
| 2017 | con Timbiriche     | Timbiriche: Juntos                    | 90 000  |               |
| 2022 | con otros artistas | 90's Pop Tour 4                       |         |               |

## Telenovelas
- Rebelde (2004-2006) .... Él mismo
- Lazos de amor (1995-1996) .... Carlos León
- Alcanzar una estrella II (1991) .... Miguel Ángel Castella
- Morir para vivir (1989) .... Armando

## Teatro
- Vaselina con Timbiriche (1984) ... Eugenio. En los Televiteatros (Hoy Centro Cultural Telmex)
- Rent (1999) ... Roger Davis. Centro Cultural Telmex
- Jesucristo Superestrella (2001) ... Judas. Teatro 1 Centro Cultural Telmex
- El Full Monty (2004)
- Jesucristo Superestrella (2019-2022) ... Judas

## Premios y nominaciones
| Premiación                       | Trabajo                  | Categoría                                         | Año  | Resultado |
| -------------------------------- | ------------------------ | ------------------------------------------------- | ---- | --------- |
| Lunas del Auditorio              | Timbiriche               | Mejor Cantante de Pop                             | 2018 | Ganador   |
| Lunas del Auditorio              | Timbiriche               | Mejor Cantante de Pop                             | 2019 | Ganador   |
| Premios Metropolitanos de Teatro | Jesucristo Superestrella | Mejor actuación masculina principal en un musical | 2019 | Ganador   |

## Series de televisión
- Diseñador ambos sexos Capítulo 45: El hermano de la chirris y cap. 46: La chirris original (2001) .... David Luna

## Doblaje
- Trolls 3: Se armó la banda (2023) John Dory (doblaje al español)
- Spirit: El indomable (2021) Jim Prescott (doblaje al español)
- Parque Mágico (2019) Ulises Bailey (doblaje al español).[11]
- El guardián del zoológico (2011) Joe el León (doblaje al español).